# Пуше, Жорж
Жорж Пуше́ (Georges Pouchet, 1833—1894) — французский врач и зоолог, сын Феликса Архимеда Пуше .

## Биография
Состоял с 1851 года препаратором при отце, а с 1856 года — «aide naturaliste» естественно-исторического кабинета Руана. В 1864 году открыл курс нормальной и патологической гистологии в им же основанной частной гистологической лаборатории в Париже. В 1870 году участвовал в войне в качестве врача. С 1875 года состоял сверхштатным профессором по физиологии в Сорбонне, потом в высшей нормальной школе и, наконец, по кафедре сравнительной анатомии при парижском музее. Впоследствии был директором зоологической станции в Конкарно.
Многочисленные работы Пуше касаются анатомии и физиологии животных и человека; из них главнейшие: «Vielheit der Menschenrassen» (1850), «Histologie humaine» (1864 и 1878), ряд работ о крови (1870—1892), о переменах цвета и пигменте у рыб, амфибий и ракообразных; сравнительно-анатомические исследования над неполнозубыми и китообразными, для чего ему пришлось совершить путешествия в Лапландию, на Фарерские острова, Шпицберген, Исландию, Ян-Майен, Азорские острова и в Северную Америку; исследования Noctiluca и Dinoflagellatae; исследования планктона, течений и температуры моря; наконец, ряд работ по истории биологии, из которых важнейшая «Biologie aristotélique» (1885).